# Pereute telthusa
Pereute telthusa is een vlindersoort uit de familie van de Pieridae (witjes), onderfamilie Pierinae.
Pereute telthusa werd in 1860 beschreven door Hewitson.